# M. Gray Murray
M. Gray Murray foi um ator britânico da era do cinema mudo.

## Filmografia selecionada
- Jobson's Luck (1913)
- The Troubles of an Heiress (1914)
- The Life of Shakespeare (1914)
- Her Luck in London (1914)
- The Four Feathers (1921)
- A Woman of No Importance (1921)
- Sonia (1921)
- Married Life (1921)
- The Taming of the Shrew (1923)